# Sarkis Sarkisow

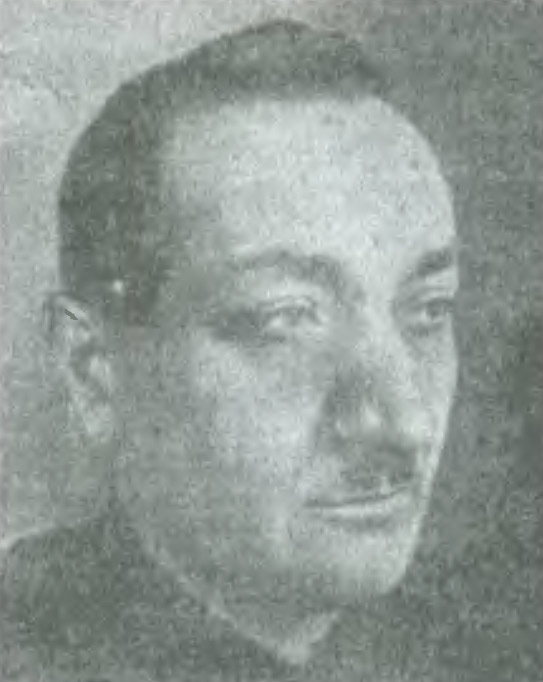
Sarkis Sarkisow

Sarkis Artiemjewicz Sarkisow (Danielan) (ros. Сарки́с Арте́мьевич Сарки́сов (Даниэлян), ur. 1898 w Şuşy, zm. 12 sierpnia 1938) – radziecki działacz partyjny narodowości ormiańskiej.

## Życiorys
W 1916 ukończył Ormiańskie Seminarium Duchowne, później studiował w Ormiańskiej Akademii Duchownej, której jednak nie ukończył, w 1917 wstąpił do partii bolszewickiej SDPRR(b), między 1917 a 1918 był członkiem i sekretarzem Komitetu Miejskiego SDPRR(b) w Şuşy. W latach 1918–1920 członek Prezydium Komitetu Miejskiego RKP(b) w Baku, redaktor gazety "Izwiestija Bakinskogo Sowieta" i sekretarz Komitetu Miejskiego RKP(b) w Baku, w latach 1921-1925 sekretarz Wydziału Organizacyjnego Piotrogrodzkiego/Leningradzkiego Komitetu Gubernialnego RKP(b), w latach 1925-1927 kierownik Wydziału Prasy Północno-Kaukaskiego Komitetu Krajowego RKP(b)/WKP(b). W 1927 podczas kampanii antytrockistowskiej wykluczony z WKP(b), 1928 przywrócony w prawach członka partii, między 1928 a 1929 zastępca przewodniczącego Centralno-Czarnoziemskiego Obłpotriebsojuza i przewodniczący Centralno-Czarnoziemskiego Obłkoopchlebsojuza, w latach 1930-1932 zastępca przewodniczącego i przewodniczący "Chlebocentra". W 1932 przewodniczący "Zagotzierno" i członek Komitetu Zapasów przy Radzie Komisarzy Ludowych ZSRR, od 1932 do 18 września 1933 sekretarz Komitetu Obwodowego KP(b)U w Doniecku, od 22 kwietnia 1933 do 30 sierpnia 1937 członek KC KP(b)U. Od 18 września 1933 do 24 maja 1937 I sekretarz Komitetu Obwodowego KP(b)U w Doniecku, od 22 listopada 1933 do 27 maja 1937 członek Biura Politycznego KC KP(b)U, od 10 lutego 1934 do 12 października 1937 zastępca członka KC WKP(b). Od maja do lipca 1937 szef "Donbassugla", od 3 czerwca do 30 sierpnia 1937 zastępca członka Biura Politycznego KC KP(b)U. 20 grudnia 1935 odznaczony Orderem Lenina.
W 1937 aresztowany, następnie skazany na śmierć i rozstrzelany. W 1956 pośmiertnie zrehabilitowany.